# Смирновка (Хабаровский край)
Смирно́вка — село в Хабаровском районе Хабаровского края. Входит в состав Галкинского сельского поселения.

## География
Село Смирновка стоит на автодороге краевого значения Матвеевка — Константиновка.

## Население
| 1992 | 2002 | 2010 | 2011 | 2012 | 2021 |
| ---- | ---- | ---- | ---- | ---- | ---- |
| 178  | ↘146 | ↘142 | ↗143 | ↗176 | ↗223 |

## Инфраструктура
В окрестностях села находятся садоводческие общества хабаровчан.